# Gynacantha chelifera
Gynacantha chelifera – gatunek ważki z rodziny żagnicowatych (Aeshnidae). Występuje na terenie Ameryki Południowej.